# Seargent Smith Prentiss

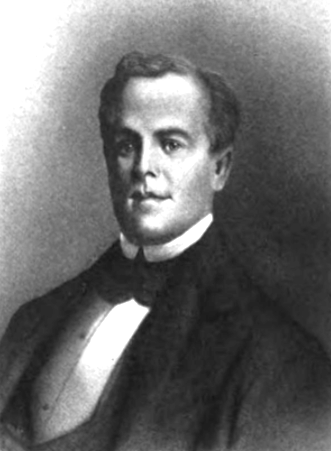
Seargent Smith Prentiss

Seargent Smith Prentiss (* 30. September 1808 in Portland, Maine; † 1. Juli 1850 bei Natchez, Mississippi) war ein US-amerikanischer Politiker. Zwischen 1838 und 1839 vertrat er den Bundesstaat  Mississippi im US-Repräsentantenhaus.

## Werdegang
Prentiss war der Sohn von Kapitän William Prentiss, einem reichen Reeder. Als Kind erkrankte er an Polio und hinkte in der Folge.
Seargent Prentiss besuchte die Gorham Academy in Maine und danach bis 1826 das Bowdoin College in Brunswick. Anschließend studierte er in Gorham und später in Cincinnati Jura. Nach seiner 1829 erfolgten Zulassung als Rechtsanwalt und einem Umzug nach Mississippi begann er in Vicksburg zu praktizieren. Als Entgelt für seine Dienste erhielt er Land in Vicksburg und wurde so zu einem der reichsten Männer in Mississippi.
Prentiss wurde Mitglied der Whig Party. Von 1836 bis 1837 war er Abgeordneter im Repräsentantenhaus von Mississippi. Bei den Kongresswahlen des Jahres 1836, bei denen noch beide damals dem Staat Mississippi zustehenden Abgeordneten staatsweit gewählt wurden, war es zu Unregelmäßigkeiten gekommen. Bei diesen Wahlen waren Samuel Jameson Gholson und John Claiborne in das US-Repräsentantenhaus gewählt worden. Gegen beide Wahlergebnisse wurde Beschwerde eingereicht und der Kongress erklärte am 5. Februar 1838 die Wahlen für ungültig. In der Folge wurden Neuwahlen angesetzt, bei denen Thomas J. Word und Seargent Prentiss gewählt wurden. Prentiss trat sein Mandat am 30. Mai 1838 an und übte es bis zum Ende der Legislaturperiode am 3. März 1839 aus. Bei den regulären Wahlen des Jahres 1838 verzichtete er auf eine erneute Kandidatur. Zusammen mit dem gleichzeitig gewählten Thomas Word und Patrick W. Tompkins, der zwischen 1847 und 1849 den dritten Wahlbezirk von Mississippi im Kongress vertrat, war Seargent Prentiss einer von nur drei Whigs, die jemals für Mississippi in das US-Repräsentantenhaus gewählt wurden. Er war ein berühmter Redner.
Nach dem Ende seiner Zeit im Kongress arbeitete Seargent Prentiss wieder als Rechtsanwalt in Vicksburg, geriet jedoch in Geldschwierigkeiten. Im Jahr 1845 zog er nach New Orleans, wo er ebenfalls als Anwalt praktizierte. Seargent Prentiss starb am 1. Juli 1850 auf der Plantage "Longwood" seiner Schwiegermutter in der Nähe von Natchez und wurde dort beigesetzt. Er war Sklavenhalter. Die Nachkommen seiner Sklaven tragen noch heute seinen Namen. Aus mündlicher Überlieferung ist bekannt, dass er auch Sklaven kaufte, die illegal in die USA geschmuggelt worden waren, wie Monroe Prentiss.